# Janet Dean Fodor
Janet Dean Fodor (1942) é uma psicolinguista conhecida por seus trabalhos sobre aquisição e processamento de linguagem e semântica. É PhD pelo Instituto de Tecnologia de Massachusetts e professora da Universidade da Cidade de Nova York.